# Восточные острова
Восто́чные — группа островов в Карском море в составе архипелага Норденшельда. Административно относятся к Таймырскому району Красноярского края России.
Расположены в восточной части архипелага, с чем и связано их название. К западу от Восточных почти вплотную лежат острова Литке, в 15 километрах к юго-западу — острова Пахтусова. Состоят из 15 островов, вытянутых с юга на север на 30 с небольшим километров. Расстояние от самой восточной до самой западной точки островов — около 30 километров. От островов Пахтусова отделены проливом Ленина, от лежащих к югу не входящих в архипелаг островов — проливом Матисена. На острове Тыртов с 1940 по 1975 год действовала одноимённая метеорологическая полярная станция.
Состав:
- Тыртов — самый южный и один из трёх крупнейших островов группы. Имеет узкую неровную вытянутую с юга на север форму длиной более 15 километров.
- Ловцова — небольшой остров в южной части группы к востоку от острова Тыртов.
- Железнякова — небольшой скалистый остров у восточного побережья центральной части острова Тыртов.
- Дежнёва — два небольших самых западных острова группы.
- Матрос — скалистый остров высотой 54 метра в северной части группы.
- Саломе — небольшой вытянутый остров в проливе Спокойном между островами Бианки и Матрос.
- Волна — малый остров в проливе Спокойном между островом Бианки и островами Евгения Фёдорова.
- Евгения Фёдорова — два относительно крупных острова в северной части группы. Самые северные из Восточных.
- Норд — один из трёх крупнейших островов группы в северо-восточной части Восточных.
- Бианки — один из трёх крупнейших островов группы в центральной части восточных. На нём расположена наивысшая точка группы — 97 метров.
- Каменистый — малый остров у восточного побережья острова Бианки.
- Лескинена — малый остров у западного побережья острова Бианки.
- Дальний — самый восточный остров группы.